# Gammiella panchienii
Gammiella panchienii là một loài rêu trong họ Sematophyllaceae. Loài này được B.C. Tan & Y. Jia ex B.C. Tan mô tả khoa học đầu tiên năm 2000.